# Жмуйдзинавичюс, Антанас
Анта́нас Жмуйдзина́вичюс (лит. Antanas Žmuidzinavičius, 19 (31) октября 1876, Сейрияй, Сувалкская губерния, Российская империя — 9 августа 1966, Каунас, Литовская ССР) — литовский, советский художник-живописец, педагог. Член-корреспондент АХ СССР (1958). Народный художник СССР (1957).

## Биография
Родился в городке Сейрияй (ныне Лаздийский район Литвы).
В 1890—1894 годах учился в Вейверяйской учительской семинарии, по окончании которой работал учителем в школах Ломжинской губернии Польши (1894—1898). В 1899—1904 годах преподавал в Коммерческом училище и гимназии в Варшаве
Живописи учился в частных школах в Варшаве (Художественная школа Е. А. Золотарёва, 1898—1901, мастерская В. Герсона, (1899—1900)), Парижа (Академия Коларосси, 1905—1906, у Э. Англада Камарасы), Мюнхена (Академия художеств (1907—1909)), Гамбурга (Школа прикладного искусства В. Шютце (1912)). С 1902 года участвовал в выставках.
С 1906 года жил в Вильно (ныне Вильнюс). В 1907 году, вместе с М. К. Чюрлёнисом, П. Калпокасом, П. Римшей, К. Склерюсом, стал одним из организаторов первой выставки литовского искусства и одним из учредителей Литовского художественного общества. Был председателем общества до его запрета и упразднения в 1934 году. В 1914—1918 годах преподавал в Литовской гимназии, Учительской семинарии, на Курсах живописи для взрослых в Вильно.
В 1908—1912 годах и позднее в странах Западной Европы и США писал картины, устраивал свои выставки, читал лекции о литовском искусстве.
В 1918—1920 годах — директор Департамента искусств при временном правительстве рабочих и крестьян Литвы.
В 1919 году обосновался в Каунасе. Преподавал в Художественной школе (1926—1940), Институте прикладного и декоративного искусства (1944—1951, профессор с 1947), Политехническом институте (1953—1957). В 1951—1953 преподавал в Художественном институте Литовской ССР (ныне Вильнюсская художественная академия) в Вильнюсе.

### Творчество
Писал преимущественно пейзажи, пронизанные лиризмом и с долей аллегоричности и идеализацией природы: «Неман перед грозой» (1912), «Воспитанники Немана» (1927), «Две сосны» (1930), «Лес — государству» (1948) (все в Каунасском художественном музее им. М. К. Чюрлёниса); цикл картин «Здесь будет Каунасское море» (1953—1965). Писал также портреты (например, Тадаса Даугирдаса), фигурные композиции, оформлял книги, создавал плакаты.
Входил вместе с Йонасом Басанавичюсом и Тадасом Даугирдасом в комиссию, выработавшую проект литовского флага, одобренный Советом Литвы 19 апреля 1918 года. Наиболее существенные черты проекта лежат в основе нынешнего Государственного флага Литвы. Участвовал также в разработке Государственного герба Литвы.
Общее количество его работ достигает 2000.
Собрал большую коллекцию литовского народного искусства, передал её Каунасскому государственному художественному музею (1961).
Автор книги воспоминаний «Палитра и жизнь» („Paletė ir gyvenimas“ (1961), статей по вопросам изобразительного искусства.
Один из организаторов Литовского художественного общества, в 1907—1934 годах — председатель. Член Художественного общества Вильно (1908—1915).
Член-корреспондент Академии художеств СССР (1958).
Депутат Верховного Совета Литовской ССР (1947).
Умер 9 августа 1966 года в Каунасе. Похоронен на Пятрашюнском кладбище.

### Семья
- Правнук — Ромас Жмуйдзинавичюс (род. 1952), современный литовский художник. Народный художник Литвы. В настоящее время живёт и работает в Вильнюсе.

## Награды и звания
- Заслуженный деятель искусств Литовской ССР (1946)
- Народный художник Литовской ССР (1954)
- Народный художник СССР (1957)
- Орден Трудового Красного Знамени (1954)[2]
- Медали.

## Музей чертей
В доме в Каунасе (постройка 1929 года), в котором жил художник, с 1966 года действует мемориальный музей, часть экспозиции которого составила собранная им коллекция масок и произведений малой пластики, изображающих чертей. Ныне единственный известный «Музей чертей» (лит. Velnių muziejus) располагается в возведённой в 1982 году пристройке к Дому-музею и насчитывает свыше 3000 экспонатов.

## Память
После смерти мастера в его доме, в Каунасе, был открыт музей — Художественный музей А. Жмуйдзинавичюса.